# Myrmecophilus oregonensis
Myrmecophilus oregonensis is een rechtvleugelig insect uit de familie mierenkrekels (Myrmecophilidae). De wetenschappelijke naam van deze soort is voor het eerst geldig gepubliceerd in 1884 door Bruner.